# Wiener–Ikeharas sats
Inom matematiken är Wiener–Ikeharas sats en viss sats som kan användas till att bevisa primtalssatsen. Satsen bevisades 1932 av Norbert Wiener och Shikao Ikehara.

## Satsen
Låt A(x) vara en icke-negativ, växande funktion av x definierad för 0 ≤ x < ∞. Anta att
{\displaystyle \int _{0}^{\infty }A(x)e^{-xs}\,dx}
konvergerar för ℜ(s) > 1 mot funktionen ƒ(s) och att ƒ(s) är analytisk för ℜ(s) ≥ 1, förutom en simpel pol vid s = 1 med residy 1. Då är gränsvärdet av e-x A(x) då x går mot oändligheten to 1.